# Возинья
Жозима́р Жозе́ Э́вора Ди́аш (порт. Josimar José Évora Dias; род. 3 июня 1986, Минделу, Острова Барловенто), более известный как Вози́нья (порт. Vozinha) — кабовердинский футболист, вратарь клуба «Тренчин» и сборной Кабо-Верде.

## Клубная карьера
Возинья начал свою карьеру в «Батукуе» в 2009 году, играя за клуб до 2011 года, прежде чем перейти к местным городским соперникам «Минделенше». После хороших игр за клуб, он был подписал контракт с клубом «Прогрешшу ду Самбизанга». Он был отдан в аренду в «Минделенше» в 2012 году, где он играл в чемпионате острова Сан-Висенте. В 2015 году вратарь переходит в молдавский «Зимбру». Пробыв в клубе всего один год, он решил перебраться в Португалию в клуб «Жил Висенте».
В 2017 году Возинья перешёл в один из лучших клубов Кипра АЕЛ из Лимасола. 29 июня 2017 года он дебютировал за клуб в квалификации Лиги Европы против гибралтарского клуба «Сент-Джозефс».

## Международная карьера
Возинья дебютировал за сборную Кабо-Верде в 2012 году в товарищеском матче против сборной Ганы в Лиссабоне. После травмы Фоку, он был призван играть за сборную Кабо-Верде в отборочных матчах Кубка африканских наций 2013 против сборной Камеруна. Он был главной частью той команды, которая ошеломила упорство Львов, 3:2 по сумме двух матчей, и таким образом впервые квалифицировалась на Кубок африканских наций. Сборная Кабо-Верде достаточно хорошо выступила на турнире, дойдя до четвертьфинала, где проиграла Гане 0:2. Также со сборной он был участником Кубка африканских наций 2015.
Был включён в состав сборной на Кубок африканских наций 2021.
Был включён в состав сборной на Кубок африканских наций 2023.

## Семья
Младший брат Делмиро — профессиональный футболист, игрок национальной сборной Кабо-Верде.